# Interferència de ràdio a Corea
La interferència de ràdio a la península Coreana converteix la regió fronterera en un dels llocs més ocupats pels senyals de ràdio. La interferència a l'ona mitjana és dominant a l'àrea metropolitana de Corea del Sud, incloent-hi Seül i la Zona desmilitaritzada de Corea (l'àrea fronterera entre Corea del Sud i del Nord). Corea del Sud bloqueja les emissions de Nord Corea, però no d'altres països estrangers. Tanmateix Corea del Nord bloqueja les emissions del Sud i emissions estrangeres a l'ona curta que creu el govern que van contra el règim. Aquestes inclouen el servei en llenguatge coreà de la Veu d'Amèrica, Free North Korea Radio (que prové de transmissors nord-americans situats a Guam), i altres serveis i emissions diverses.

## Corea del Sud
El govern de Corea del Sud constantment bloqueja la majoria d'emissions de ràdio de Corea del Nord a l'ona mitjana. D'acord amb la llei de Seguretat Nacional a Corea del Sud, és il·legal sintonitzar o publicar freqüències de les emissions nord-coreanes. Malgrat això, un no pot ser fàcilment castigat per solament escoltar individualment aquestes transmissions. Tanmateix, l'escolta pública i la distribució d'enregistraments són ofenses criminals. Un radiooient a l'àrea metropolitana de Corea del Sud (Seül, Incheon i Gyeonggi) o a prop de la Zona Desmilitaritzada de Corea que rastreja l'ona mitjana pot escoltar senyals estranys a algunes freqüències de l'ona mitjana, barrejades amb emissions de Corea del Nord com PSB Pyongyang a 657 kHz, KCBS Wiwon a 720 kHz, KCBS Pyongyang a 819 kHz, KCBS Haeju a 882 kHz i 1080 kHz.
El govern de Corea del Sud emet diversos sons estranys per fer Interferència electromagnètica per prevenir que els seus ciutadans escoltin emissions de ràdio del Nord. El la interferència a l'ona mitjana pel Sud és de vegades massa dèbil per bloquejar completament les emissions de Corea del Nord (la potència de transmissió de la interferència sembla entre 20 i 50 kW, mentre les transmissions objectiu de Corea del Nord són molt més potents -típicament més de 500 kW). A l'ona curta, la interferència no és tan greu: només unes quantes freqüències de Corea del Nord són lleugerament bloquejades. A la freqüència modulada també es porta a terme, però no és molt efectiu.
La interferència a la televisió a Corea del Sud fou generalitzada abans de la introducció de la Radiodifusió multimèdia digital (DMB) a Corea del Sud. A Seül, una persona podia veure barres de colors a alguns canals de la banda VHF usats per la (Nord) Korean Central Television. Ara la interferència amb senyals aleatoris en aquests canals no es fa, però els canals són usats per les emissions en DMB. Les emissions digitals donen una recepció portable i fiable de televisió digital, però causen greus interferències als senyals analògics nord-coreans.

## El ràdio jamming a Corea del Nord
D'ençà que és il·legal per als nord-coreans escoltar res més que la ràdio de l'Estat, tots els receptors de ràdio legals són venuts fixats així només poden sonar canals aprovats pel govern. Gràcies al fet que els canals del receptor estan fixats, Corea del Nord no ha de bloquejar cap televisió privada sud-coreana i ràdios (com la MBC, SBS, etc.). Corea del Nord fa interferència cap a algunes ràdios i televisions de l'Estat Sud-coreà. Abans del tancament (a principis de 2007) d'algunes emissions de ràdio domèstiques sud-coreanes a l'ona curta (que eren sovint per a un objectiu nord-coreà) 3930 kHz KBS Radio 1 i 6015 kHz i 6135 kHz KBS Radio Korean Ethnicity (antigament KBS Social Education) han estat greument bloquejades pel Nord.
El tipus de jamming a l'ona curta és soroll d'avió, que fa molt difícil escoltar les emissions de ràdio. Corea del Nord també bloqueja l'emissió clandestina a l'ona curta de Corea del Sud, Eco de l'esperança, i les emissions internacionals a l'ona curta de la KBS World Radio als 5975 kHz (discontinuades a principis de 2007) i 7275 kHz. El canal nacional de ràdio sud-coreà, KBS Radio 1 als 711 kHz a l'ona mitjana és també bloquejat pel Nord. Abans de la declaració bilateral de 2000, KBS Radio 1 solia programar certs programes a la mitjanit que condemnaven el règim nord-coreà. Un visitant a zones de costa del Mar Groc (cobrint parts de costa de la província de Gyeonggi, Incheon, Chungcheong, i, de vegades, regions de Jeolla) que sintonitza els 711 kHz (KBS Radio Seül 1) pot escoltar estranys sons que fan bip, que sembla senyals de jamming del Nord.
Estranyament, el Nord normalment no bloqueja les transmissions a l'ona mitjana de l'emissora sud-coreana dirigida al nord, KBS Radio Korean Ethnicity (antigament KBS Radio Liberty Social Education) als 972 kHz i 1134 kHz. Es pot assenyalar que KBS Radio Korean Ethnicity actualment no va dirigida més a nord-coreans des de la Declaració d'Unitat del 15 de juny de 2000. A 15 d'agost de 2007, la cadena de ràdio ha canviat a una emissió especial per als coreans ètnics al nord-est de la Xina i el llunyà orient de Rússia.
La interferència de Corea del Nord cap a l'emissió de televisió és relativament anormal, encara que el règim nord-coreà una vegada bloquejà greument el senyal d'una televisió pública sud-coreana (KBS TV1 al canal 9 de la VHF a Seül) als anys setanta. Avui dia semblen haver-hi estranys senyals al canal 9 de la VHF a Seül que semblen ser interferència nord-coreana, especialment a la nit. Aquesta interferència no és molt efectiva.
A causa dels talls d'electricitat a Corea del Nord aquests dies, les activitats de la interferència no són sempre consistents i són, de vegades, interrompudes per fallades del subministrament elèctric.